# 1982 في بلجيكا
فيما يلي قوائم الأحداث التي وقعت خلال عام 1982 في بلجيكا.

## رياضة
- 9 مايو – جائزة بلجيكا الكبرى 1982 الفائز جون واتسون.

## برامج ومسلسلات وأنمي
- السنافر

## مواليد

### مايو
- 7 مايو – خوسيه سايز لاعب كرة قدم فرنسي.
- 13 مايو – مارتن ينانتس درّاج طريق بلجيكي.
- 17 مايو – توني باركر لاعب كرة سلة فرنسي.
- 27 مايو – كيفين دي في ويرت درّاج طريق بلجيكي.

### يونيو
- 1 يونيو – جوستين هينين لاعبة كرة مضرب بلجيكية.
- 22 يونيو – كريستوف فليجن لاعب كرة مضرب بلجيكي.

### يوليو
- 5 يوليو – فيليب جيلبير دراج بلجيكي.

### سبتمبر
- 23 سبتمبر – غيل سفيرتس لاعب كرة قدم بلجيكي.
- 30 سبتمبر – برام كاسترو لاعب كرة قدم بلجيكي.

### نوفمبر
- 7 نوفمبر – ماهينور أزدمير سياسية بلجيكية.
- 9 نوفمبر – كارولين مايس لاعبة كرة مضرب بلجيكية.

## وفيات

### يناير
- 12 يناير – جوزيف تشارلز بكويرت (مواليد 1886)